# Bandera de Laredo (regata)
La Bandera de Laredo es el premio de una regata celebrada en el pueblo de Laredo organizada por el Laredo Remo Club en la especialidad de traineras.
Las ediciones de 1977, 2023 y 2024 se celebraron a la vez que el Campeonato de Cantabria de traineras.
Esta regata fue puntuable tanto para la Liga ACT, en las temporadas 2006 y 2007, como para la Liga ARC, temporadas 2017 y 2018, en función de en cuál de ellas militase el club organizador, ya que tanto la Liga ACT como la Liga ARC exigen a los clubes que participan en dichas competiciones la organización de al menos una regata.
En 2022 por primera vez pudieron participar traineras femeninas en esta regata. 
En 2023 tuvo lugar también la participación de la categoría "Liga combinada" (A.N. Castro, San Pantaleón, Suances (mixta), Colindres, Camargo) y Veterano Masculino (Pontejos, Santurce).
En 2024 también compitieron traineras en "Liga combinada" (A.N. Castro, Camargo, Colindres, Suances (mixto)), y Veterano Masculino (Pontejos).
En 2025 la regata volverá a formar parte del calendario de la Liga ARC 2, tras la incorporación del club organizador en dicha liga.

## Historial (Categoría masculina)
| Edición | Año         | Ganador       | Segundo        | Tercero      |
| ------- | ----------- | ------------- | -------------- | ------------ |
| I       | 1976        | Astillero     | Laredo         | Hernani      |
| II      | 1977        | Castro        | Pedreña        | Astillero    |
| III     | 1978        | Santurce      | Astillero      | Fuenterrabía |
| IV      | 1979        | Kaiku         | Santurce       | Fuenterrabía |
| V       | 1980        | Kaiku         | Algorta        | Castro       |
| VI      | 1981        | Portugalete   | Castro         | Ciérvana     |
| VII     | 1982        | Castro        | Santurce       | Hernani      |
|         | 1983 - 2002 | no disputada  | no disputada   | no disputada |
| VIII    | 2003        | Trintxerpe    | Santiagotarrak | Ur-Kirolak   |
| IX      | 2004        | Camargo       | Laredo         | Santurce     |
| X       | 2005        | Zumaya        | C. Santander   | Ciérvana     |
| XI      | 2006        | Castro        | Fuenterrabía   | Pedreña      |
| XII     | 2007        | Urdaibai      | Orio           | Castro       |
|         | 2008 - 2016 | no disputada  | no disputada   | no disputada |
| XIII    | 2017        | Lapurdi       | San Juan B     | Hibaika      |
| XIV     | 2018        | Donostiarra B | Santoña        | Camargo      |
|         | 2019-2021   | no disputada  | no disputada   | no disputada |
| XV      | 2022        | Castro        | Astillero      | Santoña      |
| XVI     | 2023        | Camargo       | Pedreña        | Astillero    |
| XVII    | 2024        | Camargo       | Pedreña        | Castro       |

## Historial (Categoría femenina)
| Edición | Año  | Ganador   | Segundo   | Tercero |
| ------- | ---- | --------- | --------- | ------- |
| I       | 2022 | Castro    | Colindres |         |
| II      | 2023 | Astillero |           |         |
| III     | 2024 | Astillero |           |         |

## Palmarés
| Victorias | Club          | Años                       |
| --------- | ------------- | -------------------------- |
| 4         | Castro        | 1977, 1982, 2006, 2022 (F) |
| 3         | Astillero     | 1976, 2023 (F), 2024 (F)   |
| 2         | Kaiku         | 1979, 1980                 |
| 2         | Camargo       | 2004, 2023                 |
| 1         | Santurce      | 1978                       |
| 1         | Portugalete   | 1981                       |
| 1         | Trintxerpe    | 2003                       |
| 1         | Zumaya        | 2005                       |
| 1         | Urdaibai      | 2007                       |
| 1         | Lapurdi       | 2017                       |
| 1         | Donostiarra B | 2018                       |